# Eurytoma browni
Eurytoma browni is een vliesvleugelig insect uit de familie Eurytomidae. De wetenschappelijke naam is voor het eerst geldig gepubliceerd in 1910 door Crawford.